# Sniper Elite V2
Sniper Elite V2 је тактичка стелт видео игра из трећег лица из 2012. коју је развила и објавила Rebellion Developments. То је наставак његовог претходника Sniper Elite из 2005. године, који се дешава у истом временском оквиру и на истом месту — Битка за Берлин у априлу–мају 1945. — али са измењеним наративом. Прича игре прати америчког официра ОСС-а који мора да елиминише групу научника укључених у немачки ракетни програм В-2 пре него што их Црвена армија ухвати. Још један наставак под називом Sniper Elite III изашао је 2014. Ремастеризована верзија за Мајкрософт Виндовс, Нинтендо Свич, Плејстејшн 4 и Иксбокс Један објављена је 14. маја 2019.

## Играње
Sniper Elite V2 је тактичка пуцачина из трећег лица која наглашава мање директан приступ борби, подстичући играча да користи скривеност и држи се на удаљености од непријатељских војника. Већина мисија кампање за једног играча пружа вишеструке руте којима играч може да крене, укључујући вишеспратнице и споредне улице, како би добио тачке гледишта и сакрио се од прогона непријатеља. Смештен у Другом светском рату, лик играча користи одговарајуће оружје за то доба. Снајперска пушка је примарно оружје током игре, са разним пушкомитраљезима и пиштољима доступним као бочне руке. Поред ручних бомби, играч може да користи замке за мине, противпешадијске нагазне мине и динамит. Двоглед се може користити за означавање непријатеља на видику, приказујући њихов положај и покрете играчу. Када користите снајперску пушку, одређени елементи могу одредити исход метка, узимајући у обзир реалистичну балистику као што су правац и јачина ветра и пад метка који потенцијално мења хитац кроз нишан. Меци могу да се одбију од површине или мете и погоде друге. Различити положаји, укључујући чучање или лежање напред, такође могу да стабилизују ударац, а лик играча такође има могућност да дубоко удахне што из њихове перспективе изгледа да успорава време. Још једна кључна способност је да када је лик играча уочен, његови последњи покрети и позиција према непријатељу се приказују као фигура са белим обрисима, потенцијално омогућавајући играчу да побегне из тог подручја док непријатељски војници пуцају на погрешну мету.
Главна карактеристика V2 је "X-Ray Kill Cam" где ће се успешан и вешт хитац пратити у успореном снимку од испаљивања метка из снајперске пушке до мете где ће након удара играчу бити приказан анатомски исправан X-зрака стил открива погођени део тела и штету коју метак изазива на органима и костима мете. Снајперисање се такође може користити за пуцање сопствених граната непријатеља, убијајући њих и свакога у близини. Овај метод се такође може користити против војних возила гађањем резервоара горива и вентила, а може чак и детонирати канистере горива и артиљеријске гранате означене црвеном бојом. Игра ће такође мерити значајне ударце кратким приказом удаљености и других фактора као што је да ли је то био погодак у главу или покретну мету.

### Режим за више играча
V2 подржава онлајн режим за више играча где играчи учествују у кооперативној игри у низу начина игре. Kill Tally је режим у којем се два играча одбијају од све бројнијих и тежих таласа непријатељских војника и возила у затвореном окружењу са бесконачном тачком снабдевања муницијом и експлозивом. Док се играчи могу такмичити за већи број убистава, обојица морају одржавати једни друге у животу и радити заједно. Bombing Run је режим базиран на мисији где играчи морају да претражују околину како би поправили камион да побегне пре него што се читаво подручје бомбардује. Трећи режим је Overwatch, где два играча преузимају различите улоге да доврше циљ са једним играчем као оперативцем који предузима наведене циљеве и наоружан ватреним оружјем и двогледом кратког домета који се могу користити за означавање непријатеља за другог играча, који преузима улога снајпериста који покрива оперативца током целог периода. Поред ових одвојених режима игре, мисије из кампање за једног играча могу се играти и са два играча. Wii U верзија игре, међутим, изоставља режиме за више играча, ранг листу и кооперативни режим.

## Прича
Протагониста је потпоручник америчке војске Карл Фербурн (Том Кларк-Хил), немачко-амерички оперативац ОСС-а и вешт снајпериста који је убачен у Берлин 1945. године, током последњих дана Другог светског рата. Игра почиње тако што Фербурн расправља о Операцији Спајалица и њеној претходници, Операцији Облачно, док се Сједињене Државе труде да регрутују врхунско научно особље нацистичке Немачке са понудама за запослење. Фербурн има задатак да пронађе кључне појединце укључене у развој В-2, што га супротставља и фанатичним немачким снагама које бране Берлин и инвазијским совјетским снагама које су жељне да регрутују научнике на своју страну.
У првој мисији кампање Фербурн убија немачког генерал-мајора Ханса фон Ајзенберга док се он састаје са совјетским агентом да пребегне у Русију. Он бежи и добија нову мету: др Гунтера Крејдла, стручњака за ракетне моторе који је у војном конвоју испраћен из града. Након постављања заседе, Фербурн елиминише Крејдла и добија документе који откривају локацију примарног немачког производног погона В-2, где се крију три Крејдлове колеге. Фербурн се инфилтрира у објекат и уништава га са Ц-3, али не налази трагове научника. Он успева да чује радио поруку која открива да је једна од његових мета, др Ефрам Швајгер, ухваћена у покушају да пребегне Американцима.
Амерички обавештајци обавештавају Фербурна да је Швајгер одведен у логор на Опернплацу. Да би скренуо пажњу Немцима, Фербурн провоцира Совјете да нападну немачке одбрамбене положаје у напуштеном музеју знајући да ће бити послано појачање да их брани. Затим лоцира логор, пуца у немачког официра пре него што успе да погуби Швајгера и покрива научника док бежи на сигурно пре него што задржи совјетске трупе послате да га заробе. Швајгер је смртно рањен у унакрсној ватри и пред самртним речима наводи да „Вулф има план“ у који је укључен „Табун“. Не знајући шта да уради са овим информацијама, Фербурн наставља са мисијом да убије своју четврту мету, пуковника Милера. Након што је преживео велику немачку заседу док је враћао своју опрему, Фербурн се инфилтрира у противваздушни торањ и убија Милера хитцем са велике удаљености.
Да би пронашао своју последњу мету, доктора Волфа, Фербурн упада у совјетски теренски штаб. Он добија податке који откривају да је "Табун" заправо нервни гас који су развили немачки научници, који Волф и Совјети намеравају да утоваре у ракете В-2 усмерене на Лондон. Без појма где ће се лансирање одржати, Фербурн одлази у Волфову приватну канцеларију у близини немачког министарства рата да потражи трагове. Он проналази бележницу која открива Волфов план да побегне совјетским авионом и отрцану мапу са детаљима свих складишта В-2 и места лансирања. Стигавши баш у тренутку када Совјети допуњују једну од ракета за напад, Фербурн је уништава детонирајући њен залиху горива. Затим се бори назад до Бранденбуршке капије, где је убио фон Ајзенберга само неколико дана раније, и где Волф спрема да побегне са совјетском пратњом на аеродром. Једним ударцем, он убија Волфа док је доктор јурио, узрокујући да се његов аутомобил скрене и преврне. Како се битка за Берлин ближи крају, Фербурн напомиње да је рат можда завршен, али нови сукоб тек почиње и да су га његове акције учиниле првим војником.

## Развој
У 2011. години, Rebellion је објавио да заједнички издаје наслов са 505 Games. Предвиђена за објављивање у мају 2012. године, игра је описана као „поновно покретање“ оригиналне Sniper Elite, а не као наставак. Првобитна најава се, међутим, односила само на издање за Иксбокс 360 и Плејстејшн 3, без верзије за компјутер. Након снажног одговора корисника рачунара, Rebellion је најавио да ће самостално објавити верзију за компјутере преко продавница и преко Стим продаваца за преузимање онлајн игара која ће бити објављена у исто време када и верзије за конзоле. 5. фебруара 2013. Rebellion је објавио да је верзија за Нинтендо Wii U конзолу у развоју.
Након првобитног издања, друга малопродајна верзија игре је објављена само за компјутере под називом „High Command Edition“ 12. октобра 2012. Ова верзија је укључивала ажурирану верзију оригиналне V2 игре, претходни бонус за претходну наруџбу „Assassinate the Führer“, нове мапе за више играча и ажурирања режима и тада раније необјављену нову мисију и оружје за једног играча. Многе функције би касније биле објављене на мрежи засебно. Компјутерска верзија је објављена по трећи пут 15. марта 2013. као део „Collector's Edition“, овог пута укључујући оригиналну игру, сав садржај који је могуће преузети до тог датума (и за сингл и за више играча), аудио запис, одштампан у потпуности - уметничка књига у боји и оригинална игра Sniper Elite. Истог месеца, верзије за ПС3 и 360 конзоле поново су објављене као „Game of the Year Edition“ у Европи и „Silver Star Edition“ у Северној Америци које укључују само садржај за преузимање.
Игра је потврђена од стране AMD Eyefinity.